# Ilhas Babuyan
As Ilhas Babuyan são um arquipélago do norte das Filipinas, no estreito de Luzon. Este arquipélago é formado por cinco ilhas principais (Babuyan, Calayan, Camiguin, Dalupiri, e Fuga) e 19 ilhas menores, num total de 290 km2. O seu ponto mais alto atinge 1108 m e fica na ilha Babuyan Claro.

### Ilhas
As ilhas do arquipélago de Babuyan são:
| Ilha            | Ilhéus adjacentes                                                               | Área    | Altitude máx. |
| --------------- | ------------------------------------------------------------------------------- | ------- | ------------- |
| Babuyan Claro   | - Pan de Azucar                                                                 | 100 km2 | 1108 m        |
| Ilha Calayan    | - Ilha Panuitan - Wyllie Rocks                                                  | 96 km2  | 499 m         |
| Camiguin        | - Rochedos Guinapac - Ilha Pamoctan (área: 0,7 km2 altitude: 202 m - Ilha Pinon | 166 km2 | 828 m         |
| Dalupiri        | - Irao (ilhéu)                                                                  | 50 km2  | 297 m         |
| Ilha Fuga       | - Ilha Barit - Ilha Mabag                                                       | 70 km2  | 208 m         |
| Didicas         |                                                                                 | 0,7 km2 | 244 m         |
| Ilhas Balintang |                                                                                 |         |               |